# Dactylotrypes
Dactylotrypes är ett släkte av skalbaggar. Dactylotrypes ingår i familjen vivlar.
Kladogram enligt Catalogue of Life:
| Dactylotrypes | \| \| Dactylotrypes draconis \| \| \| \| \| \| Dactylotrypes longicollis \| \| \| \| \| \| Dactylotrypes uyttenboogaarti \| \| \| \| |
|               | \| \| Dactylotrypes draconis \| \| \| \| \| \| Dactylotrypes longicollis \| \| \| \| \| \| Dactylotrypes uyttenboogaarti \| \| \| \| |
|               | Dactylotrypes draconis |
|               | |
|               | Dactylotrypes longicollis |
|               | |
|               | Dactylotrypes uyttenboogaarti |
|               | |